# Сат'я
Са́т'я — поняття індійської філософії, який означає правду, правдивість.
Сат'я є одним із приписів першого ступеня раджа-йоґи — ями. Недотримання припису правдивості є причиною дисгармонії садгаки із універсальним законом правди.
Йоґа розрізняє чотири гріхи мовлення: лайка (непристойність), брехня, марнослів'я та насміхання на тим, що інша людина вважає святим (блюзнірство).
Відомий психолог Сат'я Дас взяв собі за псевдонім це слово. 